# NGC 984
NGC 984 è una vasta galassia lenticolare situata nella costellazione dell'Ariete, a una distanza di circa 198 milioni di anni luce dalla nostra Via Lattea.

## Scoperta
La galassia è stata scoperta il 13 dicembre 1871 dall'astronomo francese Édouard Stephan.

## Descrizione
NGC 984 è classificata come galassia attiva e inoltre come radiogalassia a spettro continuo, nella lingua inglese indicato come Flat-Spectrum Radio Source.